# Der Apostel (Hauptmann)
Der Apostel ist der Titel einer 1890 publizierten Novelle von Gerhart Hauptmann. Darin wird ein Wanderprediger porträtiert, der sich als Jesus fühlt und die Menschheit zum friedlichen Zusammenleben aller Kreaturen in der göttlichen Natur bekehren will.

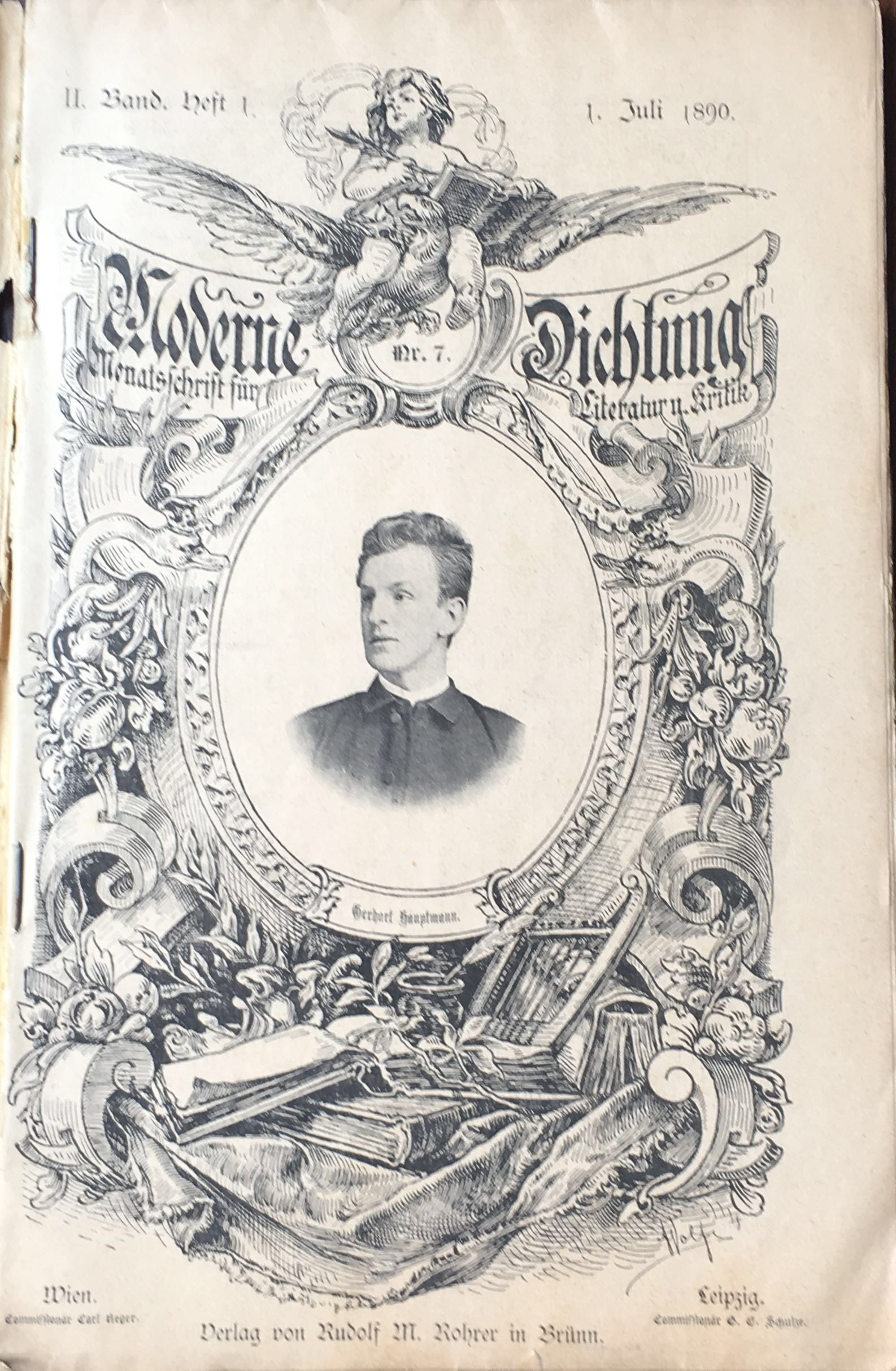
In der Zeitschrift „Moderne Dichtung“ wurde Hauptmanns „Apostel“ zum ersten Mal veröffentlicht.

## Inhalt
Pfingsten in Zürich: Wohlgefällig betrachtet sich der Reisende am frühen Morgen im Spiegel der Herberge. Die Sandalen sind zur Wanderung fest geschnürt. In der weißen Frieskutte, mit dem Strick um die Hüften und der Schnur um den Kopf kommt er sich wirklich wie ein Apostel vor. Aus dem Italienischen anreisend, hatte er mit der widerlich rüttelnden Eisenbahn durch den Gotthard am Vortag Zürich erreicht. Der weitere Weg nach Deutschland soll zu Fuß zurückgelegt werden.
Warum stieg er, von Zürich aus, in der Frühe in die Berge? Nun, das Bestaunen der Wunder der Natur erzeugte in ihm religiöse Schauer. Bedauerlich nur, dass er im wohlig-zufriedenen Steigen den eigenen edlen Gang nicht von einer externen Position aus bewundern konnte. Lästig war das merkwürdige Schwatzen im Ohr, das ihn wiederum – wie seit Wochen schon – plagte. Bald erschien ihm aus der Höhe Zürich als widerlicher Steinhaufen; in die paradiesische Natur hineingeimpft – diese Stadt, gemacht vom Menschen, dem „allergefährlichsten Ungeziefer“. Das Steigen bergan empfand er als gottgleiche Erhebung. Indem er nicht zurück- und hinabschaute, traf den Zustand der Welt nur „ein einziges, wundervolles Wortjuwel: Friede!“ Diese Welt liebte er und rief der Menschheit in Schmerz und Verzweiflung sein „kommt alle, die ihr mühselig und beladen seid, und folgt mir nach!“ zu.
Auf dem Rückweg, während er in einen Zürcher Außenbezirk einmarschierte, erinnerte er sich an seine Zeit als Leutnant. So viele Begabungen steckten in ihm – etwa die musikalische. Ein großer Komponist hätte er werden können. Unfug – er war zu Höherem berufen; wollte sogleich irgendetwas Wunderbares vollbringen. Dann fühlte er sich plötzlich ernüchtert und empfand die „Pein und Scham eines entlarvten Hochstaplers und den Wunsch, von aller Welt fortzulaufen, sich zu verkriechen, zu verstecken oder auf irgendeine Weise seinem Leben überhaupt ein Ende zu machen.“ Bis hinab an den Limmatquai folgte ihm eine Kinderschar auf dem Fuße. Es musste doch etwas Besonderes an ihm sein und er verstand plötzlich, warum „Menschen von Größe und Reinheit“ zu „gemeinen Betrügern“ werden. Denn er fühlte in sich „einen unwiderstehlichen Trieb, etwas Wundervolles zu verrichten“ und zugleich das „Eingeständnis seiner Unkraft.“ Er spitzte die Ohren. Was wurde um ihn herum gesprochen?
Deutlich vernahm er „Herr Jesus“. Die Schmähungen, früher beigebracht, kamen ihm in den Sinn. Gleichviel – einem Prophet, der er doch anscheinend war, widerfuhr das. Pfingsten an der Limmat in Zürich: Wie gern hörte er sich reden. Noch nie hatte er – einem Jünger Jesu gleich – mit so feuriger Zunge gesprochen. Schreien war nicht seine Art. Nur leise kam ihm das „Kleinodwort“ über die Lippen: „Weltfriede“. Er wollte die Menschen vor dem Bruder- und Schwestermord warnen, sie zum Frieden aufrufen: Der Weg zum Frieden führe durch das Tor zur Natur, zum einfachen Lebensstil, zur Ablehnung der Tiertötung, zum Vegetarismus. Ihm schwoll bei diesen Gedanken das Herz. Er spürte den Drang, vor Menschen, Tieren und Pflanzen zu predigen und die „Allmacht der Wahrheit“ zu verkünden.
Um die Mittagszeit erwachte er auf einer Bank. Sollte das alles Traum gewesen sein? Irrtum, „er trug etwas wie einen ungeheuren Diamanten in seinem Kopfe, dessen Licht alle schwarzen Tiefen und Abgründe hell machte: da war kein Dunkel mehr in seinem Bereich … Das große Wissen war angebrochen.“ Lächelnd kam ihm die Erkenntnis über die Herkunft jenes merkwürdigen, wochenlang andauernden Schwatzens im Ohr: Gottvater redet mit ihm – mit seinem eigenen Sohn.

## Biographischer Hintergrund
1888 hörte Gerhart Hauptmann in Zürich Vorlesungen bei Auguste Forel, hospitierte in dessen Nervenheilanstalt Burghölzli und lernte am Pfingstsonntag 1888 den Prediger und zeitweisen Diefenbach-Jünger Johannes Guttzeit, das Vorbild seines „Apostels“, kennen.

## Rezeption
- 1981, Lauterbach: „[W]enn wir uns vergegenwärtigen, welche ambivalente Rolle die Narren im Werk Hauptmanns spielen […] und wenn wir wissen, dass Hauptmann in Zürich die Rückkehr einer natürlichen Lebensweise bejahte und dem Alkohol abschwor, so werden wir den ›Apostel‹ weniger als kritisch-distanzierte Charakterstudie sehen denn als ein Kapitel der Selbsterforschung, als Auseinandersetzung mit der eigenen Verzückung. […] Das Porträt des sonderbaren Heiligen darf somit auch als die verschlüsselte Kritik an gefährlichen eigenen Anlagen gewertet werden, als ein notwendiger Akt der Selbstbefreiung.“[8]
- 1995, Leppmann: Gerhart Hauptmann male das Urbild eines Propheten und beschreibe religiösen Wahn.[9]
- 1998, Marx: Die „psychopathologische Fallstudie religiöser Wahnvorstellungen“[10] erinnere teilweise an Dostojewskis Idiot.[11]
- 2012, Sprengel: Im Juli 1890 habe sich Guttzeit bei Hauptmann über seine Porträtierung entrüstet beschwert. Hauptmann weist in einer Replik die vermutete blanke Kopierung zurück.[12] Der Text sei mehr: auch eine Anlehnung an Büchners Lenz und Reflexion zu Nietzsches geistiger Umnachtung im Vorjahr 1889.[13] Zudem reiht Sprengel den Text in Hauptmanns „Jesus-Dichtungen“ ein.[14]

### Ausgaben
Erstausgabe:
- Der Apostel. Bahnwärter Thiel. S. Fischer, Berlin 1892[15]

Verwendete Ausgabe:
- Der Apostel. S. 53–64 in Gerhard Stenzel (Hrsg.): Gerhart Hauptmanns Werke in zwei Bänden. Band II. Verlag Das Bergland-Buch, Salzburg 1956

### Sekundärliteratur
- Wolfgang Leppmann: Gerhart Hauptmann. Eine Biographie. Ullstein, Berlin 1996 (Ullstein-Buch 35608), 415 Seiten, ISBN 3-548-35608-7 (identischer Text mit ISBN 3-549-05469-6, Propyläen, Berlin 1995, untertitelt mit Die Biographie)
- Friedhelm Marx: Gerhart Hauptmann. Reclam, Stuttgart 1998 (RUB 17608, Reihe Literaturstudium). 403 Seiten, ISBN 3-15-017608-5.
- Peter Sprengel: Gerhart Hauptmann. Bürgerlichkeit und großer Traum. Eine Biographie. 848 Seiten. C.H. Beck, München 2012 (1. Aufl.), ISBN 978-3-406-64045-2